# Blaženka Širinić
Blaženka Širinić je hrvatska rukometašica. Igrala je za reprezentaciju.
Igrala je za splitsku Nadu.